# Технологічний устрій

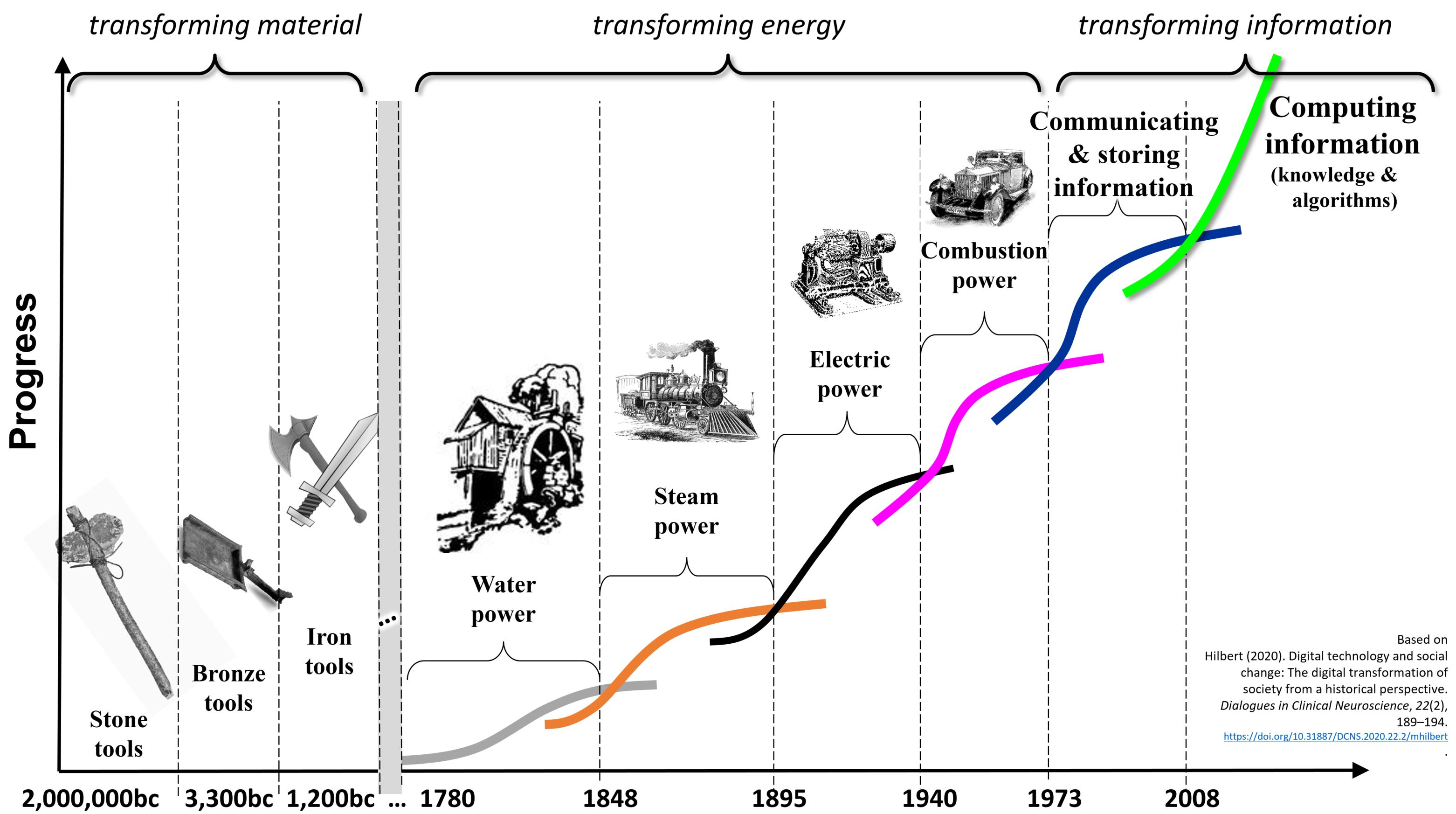
Технологічний прогрес

Технологічний устрій (англ. waves of innovation, англ. techno-economic paradigm, нім. Techniksysteme; також відомий як Технологічний уклад) — сукупність зв'язаних виробництв, що мають єдиний технічний рівень і розвиваються синхронно. Зміна домінуючих в економіці технологічних устроїв зумовлює нерівномірний хід науково-технічного прогресу. Провідним дослідником цієї теми є Карлота Перес (Carlota Perez). Термін «технологічний устрій» відносять до теорії науково-технічного прогресу.
Концепцію технологічної парадигми зазвичай приписують Джованні Досі. Інколи вважають, що ця концепція виконує подібну роль до концепції «наукові парадигми», висунутої Томасом Куном.
Концепція технологічної парадигми, як пояснює Хемант Тамбдд, поєднує в собі безліч взаємопов'язаних і поширених радикальних нововведень. Наприклад, коли важливі технологічні інновації, які спочатку виробляються в певній галузі економіки, констельовані, вплив на інші сектори економічної системи може мати місце і продовжуватись.

## Історія терміна
Частина дослідників довгих хвиль Кондратьєва приділила немало уваги вивченню інноваційного процесу. Вже Йозеф Шумпетер помітив, що розвиток інновацій є дискретним у часі. Відрізки часу, в які відбувається сплеск інновацій, Шумпетер назвав «кластерами» (пучками) , проте більше закріпився термін «хвилі інновацій» (англ. waves of innovation). Дискретність науково-технічних революцій визнавав також Саймон Кузнець (у рецензії 1940 року на книгу Шумпетера «Business Cycles») .
У 1975 році західнонімецький вчений Герхард Менш (Gerhard Mensch) (Innovationsforscher) ввів термін «технічний спосіб виробництва» (нім. Techniksysteme). Менш інтерпретував кондратьєвський цикл як життєвий цикл технічного способу виробництва, описуваний логістичною кривою. У роботі року ідеї Менша повторив східногерманський економіст Томас Кучинський (Thomas Kuczynski) . У 1970—1980 роках прибічник ідеї про дифузії інновацій англієць Крістофер Фрімен сформулював поняття «Техніко-економічної парадигми» (англ. techno-economic paradigm), яке згодом розвинула його учениця Карлота Перес (Carlota Perez) .
Термін «технологічний устрій» використовується у вітчизняній економічній науці як аналог понять «хвилі інновацій», «техніко-економічна парадигма» і «технічний спосіб виробництва». Уперше він був запропонований в 1986 році радянськими економістами Д. С. Львовим і С. Ю. Глазьєвим у статті «Теоретичні і прикладні аспекти управління НТП».

## Визначення
Згідно з визначенням російського економіста С. Ю. Глазьєва, технологічний устрій є цілісним і стійким утворенням, у рамках якого здійснюється замкнутий цикл, що розпочинається з добування й отримання первинних ресурсів і закінчується випуском набору кінцевих продуктів, що відповідають типу громадського споживання. Комплекс базисних сукупностей технологічно зв'язаних виробництв утворює ядро технологічного устрою. Технологічні нововведення, що визначають формування ядра технологічного устрою, називаються ключовим чинником. Галузі, що інтенсивно використовують ключовий чинник і відіграють провідну роль у поширенні нового технологічного устрою, є несучими галузями.
Простіше визначення дав радянський економіст Ю. В. Яковець: технологічний устрій це декілька взаємозв'язаних і послідовно змінюючих один одного поколінь техніки, що еволюційно реалізовують загальний технологічний принцип. Для К. Перес техніко-економічна парадигма це — сфера виробництва і економічних стосунків з усіма властивими їй явищами (розподілом доходів, технологіями, організаційними і управлінськими методами). При цьому під ключовими чинниками Перес розуміє те ж саме, що і Глазьєв.

## Структура технологічного устрою
М. Д. Кондратьєв сформулював думку про те, що протягом приблизно 20 років до початку підвищувальної фази довгої хвилі спостерігається пожвавлення в області технічних винаходів. Впровадження ж винаходів відбувається на дні хвилі, супроводжуючись реорганізацією виробничих стосунків. Проте дослідження, що проводилися на початку XXI століття, річної динаміки видаваних патентів на 1 млн населення (А. В. Коротаєв, Ю. В. Зінькіна, Ю. В. Божевольнов) показали зростання числа патентів на висхідній фазі кондратьєвського циклу і падіння їх на низхідній, що суперечило думці Кондратьєва.
Протиріччя було вирішене на основі запропонованого Г. Меншем розділення інновацій на базисні (відповідають «підривним інноваціям» Клейтона Крістенсена (Clayton M. Christensen), покращуючим і псевдопокращуючим. Його дослідження, а також робота японця Масаакі Хіроокі (англ. Masaaki Hirooka) показали, що найбільша активність базисних інновацій доводиться на дно хвилі. Таких же висновків дійшли радянські економісти С. М. Меньшиков і Л. О. Клименко, які проаналізували статистику чистих капіталовкладень США за 1899—1987 роки в розбитті на інтенсивні і екстенсивні інвестиції. Згідно з сьогоднішніми уявленнями, зростання числа патентів у висхідній фазі довгої хвилі відбувається за рахунок покращуючих (підтримуючих) інновацій і відбиває не процес створення нових проривних технологій, а процес їх впровадження.
Схема Глазьева передбачає, що ембріональна фаза технологічного устрою припадає на висхідну фазу хвилі Кондратьєва. Наближення до піку довгої хвилі супроводжується накопиченням великого об'єму вільного капіталу, який спрямовується не лише на формування спекулятивних бульбашок, але і на ризиковані венчурні інвестиції, сприяючі розвитку нових технологій. Підвищення цін на сировину і енергоносії визначає напрям застосування венчурного капіталу: ресурсо- і енергозберігаючі технології. Обвал фінансових ринків на початку низхідної фази кондратьєвської хвилі сприяє перетіканню капіталів у виробництво — інвестори віддають перевагу ефективнішим технологіям, тому починається зростання нового технологічного устрою. Зростання проходить в два етапи, що відповідають двом ритмам Кузнеця. На першому етапі здійснюється повільна структурна перебудова економіки: новий устрій росте за рахунок ресурсів попереднього технологічного устрою, домінують інвестиції у виробництво засобів виробництва. На другому етапі ядро нового устрою, що сформувалося, здатне саме пред'являти попит на нові технології: починається підвищувальна фаза довгої хвилі, домінують інвестиції у виробництво предметів споживання. Потім у міру насичення попиту починає діяти закон убуваючої доходності, і ефективність нового техноустрою знижується. Вільні капітали йдуть на фінансовий ринок, що призводить до зростання цін і подальшого зниження ефективності виробництва. Починається новий виток технічного розвитку.

## Періодизація устроїв
Вважається, що у світі пройдені 5 технологічних устроїв, зараз настає Шостий техноустрій. Російські дослідники В. Є. Лепський і И. А. Прохоров намагаються також спрогнозувати основні риси Сьомого технологічного устрою.
| I   | Початок Першої промислової революції                             | 1772 рік | Створення Річардом Аркрайтом прядильної машини "Water frame" і будівництво ним текстильної фабрики в Кромфорді.       |
| II  | Епоха пари                                                       | 1825 рік | Паровоз Locomotion № 1, будівництво Стоктон-Дарлінгтонської залізниці.                                                |
| III | Епоха сталі (Друга промислова революція)                         | 1875 рік | Винахід бессемерівського процесу, створення на базі конвертера Бесемера заводу Edgar Thomson Steel Works у Пітсбурзі. |
| IV  | Епоха нафти                                                      | 1908 рік | Впровадження на підприємствах Форда стрічкового конвеєра, початок випуску автомобіля Ford Model T.                    |
| V   | Епоха комп'ютерів і телекомунікацій (Науково-технічна революція) | 1971 рік | Перше вживання назви «Кремнієва долина», поява першого мікропроцесора Intel 4004.                                     |
| VI  | Нанотехнології                                                   | 2004 рік | Графен - моношар атомів вуглецю, отриманий в жовтні 2004 року у Манчестерському університеті.                         |
| VII | Епоха когнітивних (пізнавальних) технологій[джерело?]            | ?? рік   | Нейроінтерфейс |

### Перший технологічний устрій
Хронологія:
- структура устрою: 1770 рік — початок розвитку технології, з 1790 року — період поширення, з 1830 року — кінець фази швидкого зростання[31] (кризи надвиробництва 1820—1840 років — біржова паніка 1825 року (Panic of 1825), біржова паніка 1837 року (Panic of 1837);
- супутній К-цикл: початок — 1780-ті роки, пік 1810—1817 років, завершення 1844—1851 роки[32];
- розподіл найбільших компаній США по даті виникнення: початок фази зростання — 1806 рік, пік 1813 рік, дно 1820 рік[33].

Ключовий чинник I техноустрою — прядильні машини, ядро устрою — текстильна промисловість. У чому новизна цього технологічного устрою: механізація праці, створення потокового виробництва. Країни-лідери: Велика Британія, Франція, Бельгія.

### Другий технологічний устрій
Хронологія:
- структура устрою: 1830 рік — початок розвитку технології, з 1847 року — період поширення, з 1880 року — кінець фази швидкого зростання[34] (Довга депресія 1873—1879 років);
- супутній К-цикл: початок — 1844—1851 роки, пік 1870—1875 років, завершення 1890—1896 роки[32];
- розподіл найбільших компаній США по даті виникнення: початок фази зростання — 1827 рік, пік № 1 — 1834 рік, пік № 2 — 1848 рік, дно 1855 рік[33].

Ключовий чинник II техноустрою — парова машина, ядро устрою — парове судноплавство, вуглевидобування, залізниці. Країни-лідери: Велика Британія, Франція, Бельгія, Німеччина, США.

### Третій технологічний устрій
Хронологія:
- структура устрою: 1880 рік — початок розвитку технології, з 1897 року — період поширення, з 1930 року — кінець фази швидкого зростання[31] (Велика депресія);
- супутній К-цикл: початок — 1890—1896 роки, пік 1914—1920 роки, завершення 1939—1950 роки[32];
- розподіл найбільших компаній США по даті виникнення: початок фази зростання — 1862 рік, пік 1883 рік, дно 1890 рік[33];
- динаміка видаваних патентів: початок фази зростання — 1883 рік[36], пік 1931 рік, дно 1945 рік[19].

Ключові чинники III техноустрою — неорганічна хімія (конвертер, динаміт), ядро устрою — чорна металургія, залізниці, кораблебудування, виробництво вибухових речовин. Країни-лідери: Німеччина, США, Велика Британія, Франція, Бельгія, Швейцарія, Нідерланди.

### Четвертий технологічний устрій
Хронологія:
- структура устрою: 1930 рік — початок розвитку технології, з 1943 року — період поширення, з 1970 року — кінець фази швидкого зростання[31] (Нафтова криза 1973 року, криза Бреттон-Вудської валютної системи);
- супутній К-цикл: початок — 1939—1950 роки, пік 1968—1974 роки, завершення 1984—1991 роки[19];
- розподіл найбільших компаній США по даті виникнення: початок фази зростання — 1897 рік, пік 1911 рік, дно 1953 рік[33];
- динаміка видаваних патентів: початок фази зростання — 1946 рік, пік 1968 рік, дно 1990 рік[37].

Ключові чинники IV техноустрою — двигун внутрішнього згорання, конвеєрне виробництво, дротяний телефонний зв'язок, ядро устрою — автомобілебудування, літакобудування, нафтохімія. Країни-лідери: США, Західна Європа, СРСР.

### П'ятий технологічний устрій
Хронологія:
- структура устрою: 1970 рік — початок розвитку технології, з 1983 року — період поширення, з 2010 року — кінець фази швидкого зростання[31] (Світова фінансово-економічна криза);
- супутній К-цикл: початок — 1984—1991 роки, пік 2005—2008 роки[19];

- розподіл найбільших компаній США по даті виникнення: початок фази зростання — 1953 рік, пік № 1 — 1960 рік, пік № 2 — 1981 рік, дно 2002 рік[38];
- динаміка видаваних патентів: початок фази зростання — 1991 рік[19], пік 2010 рік[36].

П'ятий устрій спирається на досягнення в області мікроелектроніки, інформатики, біотехнології, генної інженерії, нових видів енергії, матеріалів, освоєння космічного простору, супутникового зв'язку тощо Відбувається перехід від розрізнених фірм до єдиної мережі великих і дрібних компаній, сполучених електронною мережею на основі Інтернету, здійснюючих тісну взаємодію в галузі технологій, контролю якості продукція, планування інновацій.
Ядро технологічного устрою:
- електронна промисловість
- обчислювальна техніка
- оптико-волоконна техніка
- програмне забезпечення
- телекомунікації
- роботобудування
- видобування і переробка природного газу
- інформаційні технології

Ключовий чинник — мікроелектронні компоненти.
Перевага технологічного устрою, в порівнянні з попереднім, полягала в індивідуалізації виробництва і споживання, у підвищенні гнучкості виробництва.

### Шостий технологічний устрій
Хронологія:
- структура устрою: 2010 рік — початок розвитку технології, з 2018 року — період поширення, з 2040 року — кінець фази швидкого зростання[31].

Ядро технологічного устрою:
- наноелектроніка
- молекулярна і нанофотоніка
- наноматеріали і наноструктуровані покриття
- наносистемна техніка
- біотехнологія
- нанобіотехнологія
- інформаційні технології
- когнітивні науки
- соціогуманітарні технології
- конвергенція нано-, біо-, інфо- і когнітивних технологій[39] (так звана НБІКС-конвергенція (NBIC))[40]

Ключовий чинник: нанотехнології, клітинні технології. Перевага технологічного устрою, у порівнянні з попереднім, за прогнозом, полягатиме в різкому зниженні енергоємності і матеріаломісткості виробництва, в конструюванні матеріалів і організмів із заздалегідь заданими властивостями.

## Частка техноустроїв в економіці деяких країн (оцінка)
| Країна  | III техноустрій | IV техноустрій | V техноустрій | VI техноустрій |
| ------- | --------------- | -------------- | ------------- | -------------- |
| США     | -               | 20 %           | 60 %          | 5 %            |
| Росія   | 30%             | 50%            | 10%           | -              |
| Україна | 57,9 %          | 38 %           | 4-5 %         | 0,1 %          |

## Критика теорії
Російський економіст М. Л. Хазін критикує теорію циклів Кондратьєва і відповідно технологічних устроїв з тих позицій, що вважає економічне зростання функцією від міри господарського освоєння доступних територіальних ринків (Хазін називає їх технологічними зонами). На думку економіста, розвиток ринку полягає у максимально можливому зростанні спеціалізації. Як тільки максимально можливе значення досягнуте, подальше зростання неможливе не дивлячись ні на які технічні нововведення.

### Рекомендована література
- Глазьев С. Ю., Львов Д. С., Фетисов Г. Г. Эволюция технико-экономических систем: возможности и границы централизованного регулирования. — М. : Наука, 1992. — 207 с. — ISBN 5-02-012035-9.
- Владленова И. В. Формирование NBIC — конвергентной парадигмы в современной науке // Практична філософія. — 2010. — № 4 (38). — С. 20-26.

## Інтернет-ресурси
- Рівень цивілізації: ми лише на позначці 0,72 за шкалою Кардашова